# 蒙特內哥羅國旗
蒙特內哥羅國旗是一面深紅色旗幟，四周圍以金黄色邊框，中間為由金黄色双头鹰为主体，并内附狮子图案的蒙特內哥羅國徽。
本国旗启用于2004年7月13日，并在2006年6月3日蒙特內哥羅主权独立后继续使用。

## 歷代國旗
- 泽塔公国（1371年—1421年）
- 采尔诺耶维奇统治下的泽塔（1451年—1496年）
- 蒙特內哥羅采邑主教區（1516年—1852年）
- 蒙特內哥羅公國（1767年－1773年）
- 蒙特內哥羅公國（1852年－1876年）
- 蒙特內哥羅王國（1910年－1918年）
- 蒙特內哥羅王國（1905年宪法规定的人民国旗）
- 蒙特內哥羅王國（1905年-1918年）以及蒙特內哥羅軍政府（意大利王國保護國，1941年-1943年）
- 蒙特內哥羅社會主義共和國（1946年-1991年/1993年）
- 蒙特內哥羅共和國（1993年-2004年7月）,比例 1：2草案
- 蒙特內哥羅共和國（1993年-2004年7月）,比例 1：2
- 蒙特內哥羅共和國（1993年-2004年7月）,比例 1：3

|           |           |          |           |           |                     |           |           |           |           |
| 1371-1421 | 1451-1496 | 到19世纪 | 1852-1905 | 1905-1918 | 1905–1918/1941–1944 | 1946–1992 | 1992–1994 | 1994–2004 | 2004–至今 |